# Порвик
Порвик – шляхетський герб польського походження.

## Опис герба
Опис з використанням класичних правил бланзування:
У срібному полі срібний орел, під яким три золоті овали, перший з яких з двома червоними стовпами, другий з трьома блакитними смугами, третій з двома перев'язами вправо. Відсутні шолом, корона і клейнод.

## Найбільш ранні згадки
Надано Войцехові Миколаєві д'Ексуару 1788 року, підтверджено 12 листопада 1790. Підтвердження клятви з 11 листопада 1791.

## Рід
Оскільки герб походив від нобілітації, право на нього має тільки одна сім'я гербова родина: д'Ескуар.